# Indulat
A teória értelmezése szerint különbség van valódi érzések és indulatok között, noha a hétköznapi használatban gyakran összekeverjük ezeket.

### Indulatok
Az indulatok valójában összetett gondolatok, melyekkel gyakran biokémiai reakció is együtt jár. A külvilágból az éntudat felé irányuló inger váltja ki, melyet az éntudat támadásként azonosít. Azért azonosítja támadásként, mert (az éntudat értelmezése szerint) egy múltbéli, negatívnak minősített meg nem értett dolog, azaz törés felé irányul. Az agy védekezésképpen automatikusan elindít erre egy válaszreakciót. Ez a reakció összetett gondolatokból áll, és attól tűnik valódinak, hogy alátámasztásként hormontermelést is indít hozzá.
Azért könnyű összekeverni a valódi érzésekkel, mert ezek többnyire összetett, nehezen beazonosítható gondolatok, és velük együtt valódi testi reakció, hormonkiválasztás is történik.
Tehát jellemzője, hogy fizikai szinten mutat tüneteket, kiindulási pontja az éntudatban elraktározott törés, és mindig van iránya, célja, tárgya. Ebben az értelemben a szeretni valakit, félni valamitől, dühösnek lenni valakire stb. mind indulatok, nem valódi érzések.
A hétköznapi nyelvben használt „érzés”,  „érzelem” kifejezések az indulatokat jelölik. 
A szó eredete a latin emovere szó, mely kifelé mozgást jelent.

### Valódi érzések
A valódi érzéseknek – az indulatokkal szemben – nincs tárgyuk, céljuk, nincs fizikai szinten központjuk, túlmutatnak mind a fizikai, mind a mentális szinten – ezért megfogni, leírni, mentális struktúrákkal pontosan megfogalmazni sem lehet őket. 